# Majja Michajlovna Pliseckaja
Majja Michájlovna Pliséckaja (in russo Ма́йя Миха́йловна Плисе́цкая?; Mosca, 20 novembre 1925 – Monaco di Baviera, 2 maggio 2015) è stata una ballerina sovietica, dal 1991 russa, universalmente riconosciuta come una tra le massime danzatrici dell'era contemporanea.

## Biografia

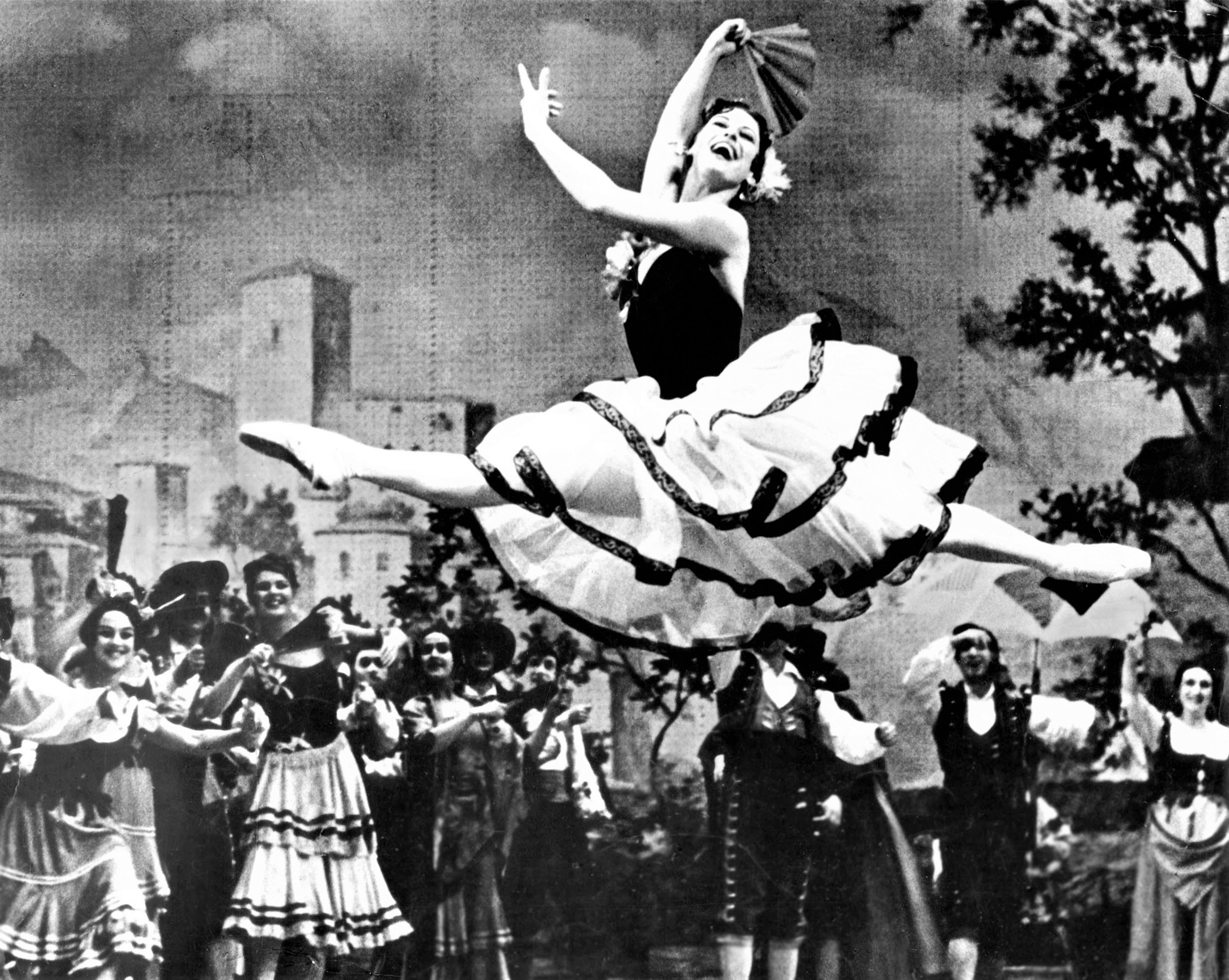
Kitri in Don Chisciotte

Majja Pliseckaja nasce da un'illustre famiglia ebraica di artisti. Studia a Barentsburg, nell'isola di Spitzbergen, la maggiore delle Isole Svalbard in Norvegia. Il padre Michail Pliseckij, che vi lavora come ingegnere, è giustiziato durante le terribili purghe staliniane del 1938 mentre la madre Rachil' Messerer-Pliseckaja, attrice nel cinema muto, viene deportata nel Kazakistan con il figlio neonato Azarij. 
Majja e l'altro fratello Aleksandr vengono allora adottati rispettivamente dalla zia materna Sulamif' Messerer e dallo zio materno Asaf Messerer: sono questi ultimi, grazie al prestigio derivante dai propri meriti artistici presso il Teatro Bol'šoj prima come danzatori e poi come maestri di ballo, che ottengono la liberazione della loro sorella Rachil' Messerer-Pliseckaja e che introducono la giovanissima Majja nel mondo del balletto.

Divenuta allieva della ballerina della scuola coreografica imperiale Elizaveta Gerdt (figlia del celebre Pavel Gerdt), Majja si esibisce per la prima volta sul palcoscenico del Teatro Bol'šoj a soli undici anni come comparsa ne La bella Addormentata e nel 1943, dopo il diploma, si unisce come professionista alla compagnia di balletto.

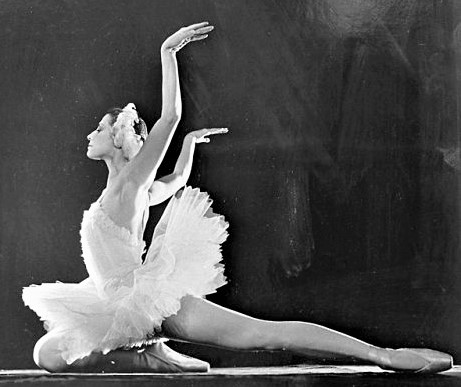
La morte del cigno

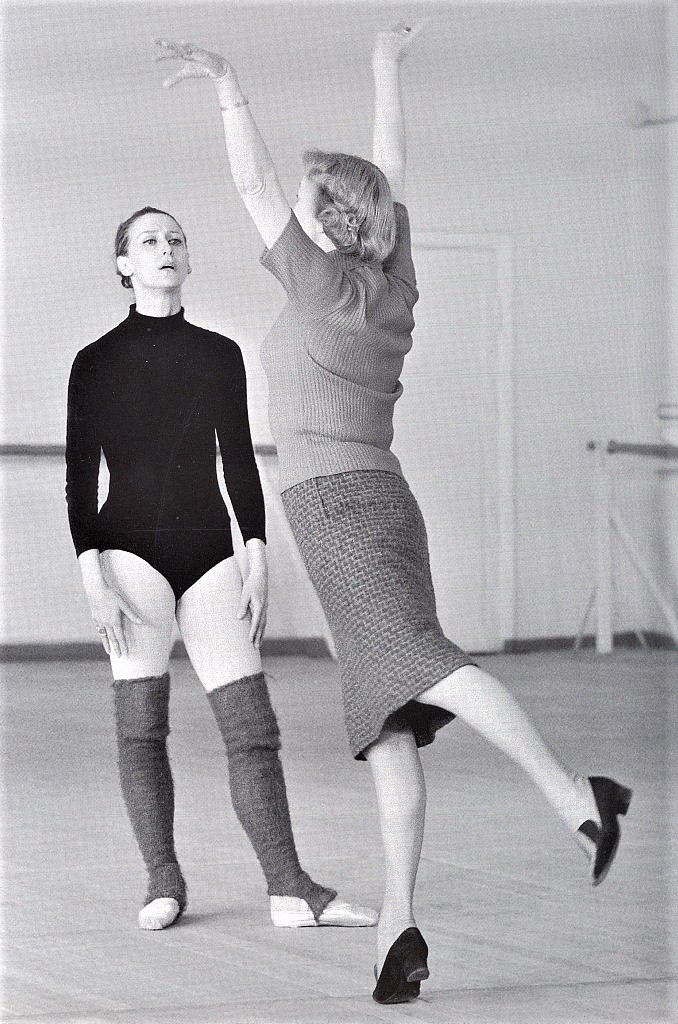
In prova con Galina Ulanova

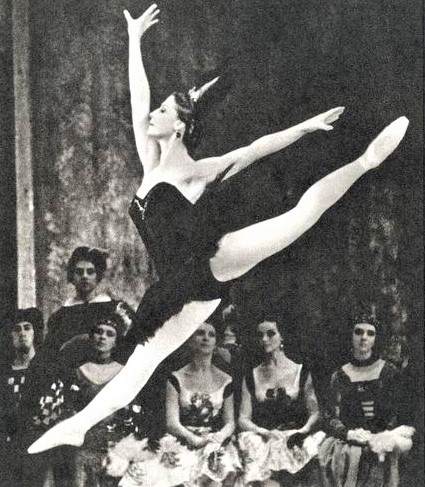
Il Cigno Nero

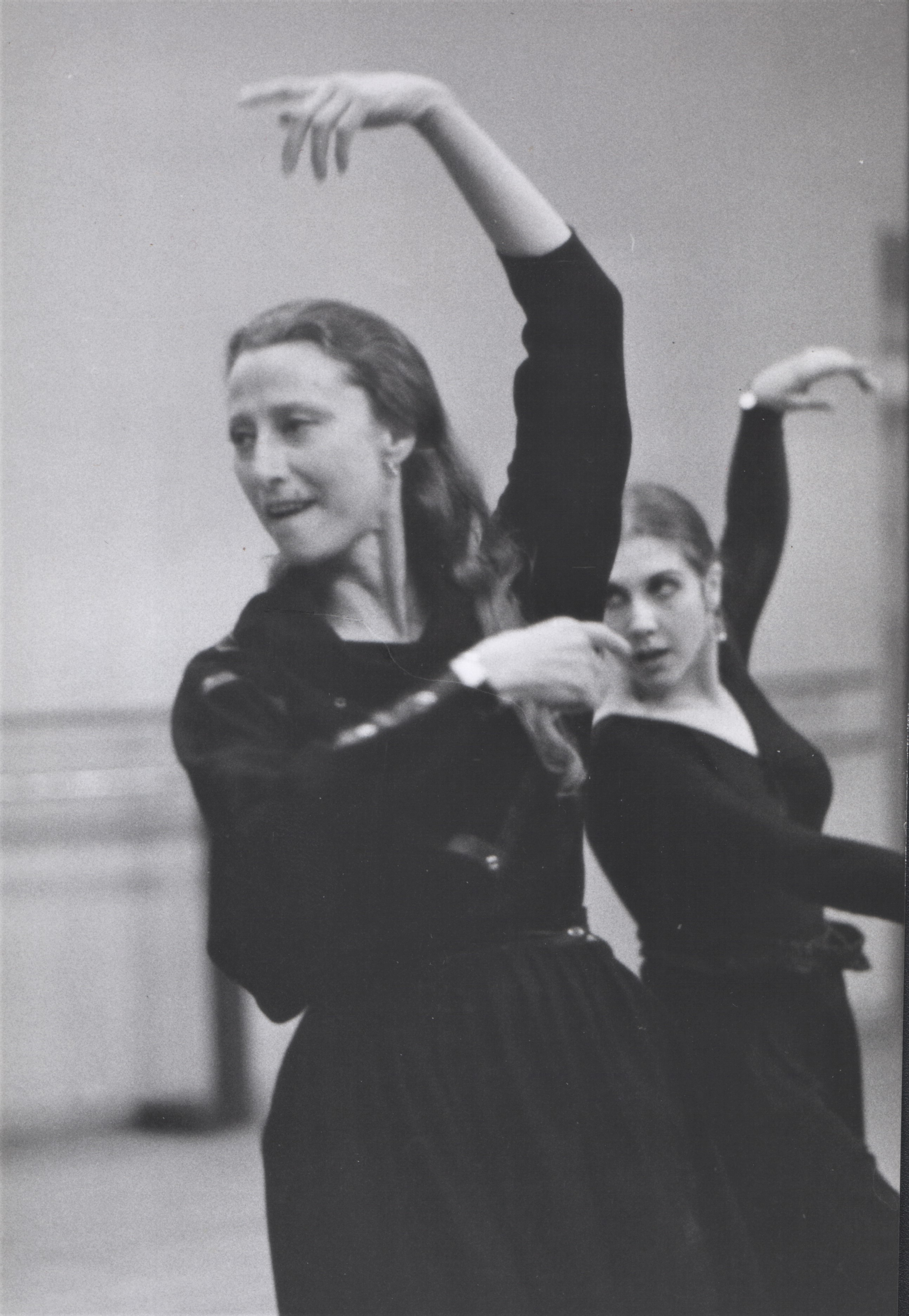
All'epoca della direzione dell'Opera di Roma, con Tiziana Lauri

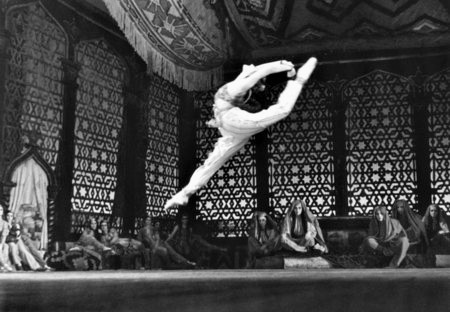
Zarema ne La fontana di Bachčisaraj

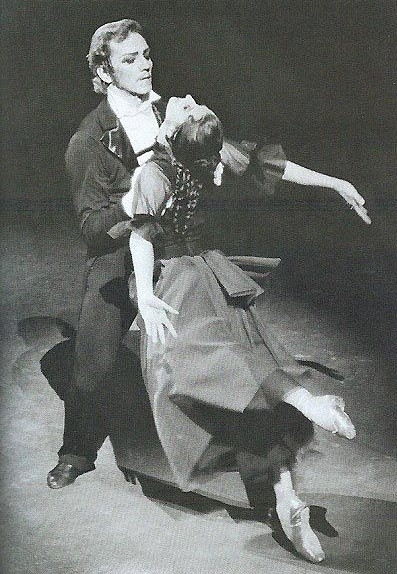
Anna Karenina, con Maris Liepa

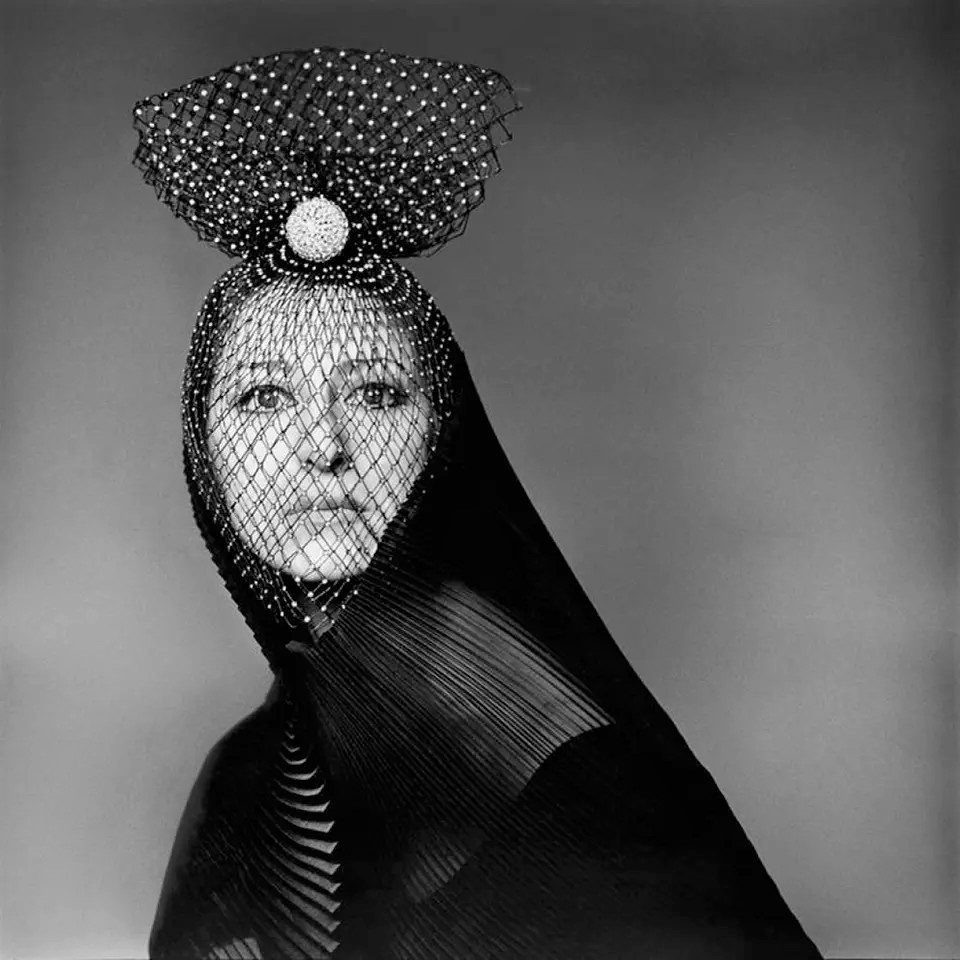
Ritratto fotografico di Majja Pliseckaja

Entrata in qualità di solista nel Balletto Bol'šoj diretto da Leonid Lavrovskij e in seguito da Jurij Grigorovič, ha l'occasione di perfezionarsi con Agrippina Vaganova e si impone subito con naturalezza come una personalità carismatica tale da interpretare le eroine più emblematiche del repertorio tradizionale, rinnovandole con un vigore autorevole e audace. 
Le lunghe braccia dalla grande fluidità definiscono l'interpretazione maestosa de La morte del cigno (l'assolo che danza dalla prima adolescenza fino alla piena maturità), così come la notevole elevazione dei salti, la flessuosità della schiena, la presenza scenica appassionata - tanto nei ruoli da comédienne che in quelli da tragédienne - entusiasmano la scena di Mosca con un talento non comune. 
Nel 1956 sposa il danzatore lettone Maris Liepa, ma divorzia poco tempo dopo. Nel 1958 è insignita del titolo di "Artista del Popolo dell'URSS" e sposa il giovane compositore Rodion Ščedrin.
Nonostante l'unanime consenso di pubblico e critica, è però solo dal 1959 che le è concesso di prendere parte alle tournée all'estero e l'anno seguente, dopo il ritiro di Galina Ulanova, viene proclamata Prima ballerina assoluta del Teatro Bol'šoj.
Nel 1962, a Parigi, le è assegnato il Prix Anna Pavlova e nel 1964, in Unione Sovietica, il premio Lenin.
Sin dalle prime apparizioni di Majja alla ribalta internazionale, il mondo occidentale della danza è colpito dalla potenza del suo virtuosismo tecnico e dall'esuberanza espressiva, pertanto lo standard delle danzatrici è obbligato ad alzarsi vertiginosamente. È ammirata e contesa dai più affermati coreografi contemporanei, da Roland Petit (La Rose Malade, 1973) a Maurice Béjart (Isadora, 1976), da Jerome Robbins ad Alberto Alonso: a quest'ultimo è la stessa Majja che chiede di creare una nuova e incisiva Carmen, per cui nel 1967 il marito Ščedrin adatta la partitura di Bizet in un'orchestrazione di successo.
Con Anna Karenina, la cui musica è creata da Ščedrin nel 1971, Majja si cimenta anche con la coreografia, oltre a proporre un'interpretazione elegante e particolarmente struggente del personaggio tolstojano. Nel 1974 è coreografa e protagonista anche di un altro titolo della letteratura russa musicato dal marito, Il gabbiano, ispirato al dramma di Čechov.
All'apice della fama, ormai un'icona cercata anche da stilisti di grido come Yves Saint Laurent o Pierre Cardin e legata da stimate amicizie con celebrità dei più vari ambiti come Arthur Rubinstein, Leonard Bernstein, Warren Beatty, Natalie Wood e persino Robert Kennedy, durante la Guerra fredda Pliseckaja non lascia la patria - a differenza dei suoi illustri colleghi Nureev, Makarova, Baryšnikov - tuttavia trascorre lunghi periodi all'estero. 
In Italia, nel 1984-85, è nominata direttrice del Balletto del Teatro dell'Opera di Roma; a Madrid, nel 1987-89, è nominata direttrice del Balletto del Teatro Lirico Nacional e nel 1991 riceve la Medaglia d'Oro per meriti artistici dal re Juan Carlos I.
È insignita del titolo di Professore Emerito presso la Sorbona di Parigi nel 1987 e presso l'Università statale di Mosca Lomonosov nel 1993.
All'età di 65 anni, saluta trionfalmente il palcoscenico del Bol'šoj ma ciò non le impedisce, dieci anni dopo, di tornare ad esibirvisi in Ave Maja, omaggio coreografico che Béjart crea espressamente per lei.
Scrive e pubblica una biografia intitolata Io, Majja Pliseckaja e dal 1994 presiede a San Pietroburgo la competizione internazionale per danzatori intitolata Maja.
Per il suo ottantesimo compleanno, il quotidiano economico britannico Financial Times, con l'articolo Mayan goddess dell'esigente critico inglese Clement Crisp, riassume la carriera sfolgorante con le parole: "Fu, ed è tuttora, una star, un mostro sacro del balletto, l'affermazione definitiva del fascino teatrale, un faro luminoso e fiammeggiante in un mondo di talenti che luccicano debolmente, una bellezza assoluta in un mondo di affettazione."
L'imperatore Akihito le consegna il Premio Imperiale, informalmente considerato il premio Nobel per l'arte. 
Ottenuta la doppia cittadinanza spagnola e lituana e negli ultimi anni stabilitasi con il marito in Germania, viene a mancare a Monaco di Baviera il 2 maggio 2015 a causa di un attacco di cuore.
Per tutti i ballettofili della seconda metà del Novecento, ma anche per moltissimi conoscitori tout-court delle arti sceniche in generale, Majja Pliseckaja resta indelebilmente viva nella memoria come la personificazione dell'idea stessa della danza classica.

## Filmografia
- Bol'šoj koncert, regia di Vera Stroeva (1951)
- Lebedinoe ozero, regia di Zoja Tulub'eva (1957)
- Chovanščina, regia di Vera Stroeva (1959)
- Skazka o konke-gorbunke, regia di Aleksandr Radunskij (1962)
- Anna Karenina, regia di Aleksandr Zarchi (1967)
- Una pioggia di stelle (Čajkovskij), regia di Igor' Talankin (1969)